# Ламија (Беневенто)
Ламија (итал. Lamia) је насеље у Италији у округу Беневенто, региону Кампанија.
Према процени из 2011. у насељу је живело 92 становника. Насеље се налази на надморској висини од 42 м.